# Sylvester Tomsa
Sylvester Tomsa (* 12. Februar 1849 in Mratín, Böhmen; † 17. Mai 1921 in Wien) war ein österreichischer Bauingenieur und Architekt.

## Leben
Sylvester Tomsa wurde 1849 als Sohn des höheren Beamten Theodor Tomsa und dessen Ehefrau Maria in Böhmen geboren. Seine Schulzeit verbrachte er wahrscheinlich in Prag. Anschließend studierte er in Berlin an der Bauakademie drei Jahre lang Architektur. Nach dem einjährigen Militärdienst studierte Tomsa dann 1874 und 1875 an der Bauingenieurschule der Technischen Hochschule Wien und erhielt 1876 eine Anstellung als Baupraktikant im Baudepartement der niederösterreichischen Statthalterei. 1877 wurde er Bauadjunkt, 1884 Ingenieur, 1891 Oberingenieur und 1909 schließlich Leiter des Hochbaudepartements. 1912 wurde er pensioniert.
Tomsa war der Prüfungs-Kommission für die Baugewerbe, Korrespondent der Zentral-Kommission für Erforschung und Erhaltung der Kunst- und historischen Denkmale und ständiges Mitglied der Wiener Stadterweiterungs-Kommission. Ab 1879 war er Mitglied des Österreichischen Ingenieur- und Architektenvereinigung und ab 1908 der Zentralvereinigung der Architekten Österreichs.
1878 heiratete Tomsa in Prag die aus Prag stammende Sofia Theresia Anna Hanel, mit der er eine Tochter hatte. Sofia Sophie Tomsa geborene Hanel ist eine Schwägerin von Viktor von Kraus.

## Werke
Im Rahmen seiner Tätigkeit war Tomsa an zahlreichen öffentlichen Bauvorhaben in Wien beteiligt, wo er zwar selten Entwürfe ausarbeitete, aber mit der Bauleitung befasst und für die Ausführung und Detailplanung verantwortlich war.
Zu den von ihm ausgeführten Bauten gehören:
- 1892–1894: Institut für Beamtentöchter, Wien 8, Langegasse 47, Entwurf von Oskar Merz und Karl Bringmann
- 1898–1901: K.u.k. Versatzamt (jetzt Dorotheum), Wien 1, Dorotheergasse 17, Entwurf von Emil von Förster
- 1905–1908: Hygieneinstitut Wien 9, Kinderspitalgasse 15, Entwurf von Ludwig Tremmel
- 1907–1910: Höhere Bundeslehr- und Versuchsanstalt für chemische Industrie, Wien 17, Rosensteingasse 79, Entwurf von Julius Deininger und Wunibald Deininger

## Auszeichnungen
- 1901: Oberbaurat
- 1892: Ritter des päpstlichen Silvesterordens
- 1894: Ritter des Franz-Josephs-Ordens
- 1901: Kommandeur des Gregoriusordens
- 1907: Kommandeurkreuz des Sterns von Rumänien
- 1909: Jubiläumskreuz für Zivil-Staatsbedienstete
- 1911: Hofrat
- 1913: Ritter des Leopolds-Ordens